# Centro de Experimentación Pesquera
El Centro de Experimentación Pesquera (CEP) (creado como Centro de Investigaciones Acuáticas de Asturias (CRINAS), en julio de 1980), se encarga del asesoramiento técnico a la Dirección General de Pesca Marítima en cuestiones relativas a la biología de las especies marinas y su explotación y en investigación y experimentación pesquera. El Centro de Experimentación Pesquera depende en la actualidad del Servicio de Ordenación Pesquera de la Dirección General de Pesca Marítima.

## Historia
En julio de 1980, la Comisión Permanente del Consejo de Gobierno del Principado de Asturias aprueba la creación del Centro de Investigaciones Acuáticas de Asturias (CRINAS) que, en enero de 1984, se incorpora a la estructura orgánica de la Consejería de Agricultura y Pesca.
En febrero de 1986 se modifica el nombre del Centro, pasando a denominarse Centro de Experimentación Pesquera, con nivel orgánico de Servicio dependiente de la Dirección Regional de Pesca y asignándosele las funciones a realizar: 

(...) desarrollar los distintos planes relativos al fomento de los recursos pesqueros; realizar los estudios convenientes para regular con criterio científico los períodos de veda, las tallas máximas y mínimas de captura, las zonas o especies vedadas, así como los medios de pesca más idóneos en cada caso.
Artículo 18º, Decreto 12/86, de 23 de enero

En 1989 se amplían las sedes, inaugurándose una delegación del CEP en Castropol, en el occidente de Asturias, que recibió el nombre de Centro de Acuicultura de Castropol. 
Éste centro, desde un principio, puso en funcionamiento una depuradora de moluscos para posteriormente, desarrollar un criadero mediante la implantación y optimización de los protocolos de cultivo de distintas especies marinas, de interés pesquero y marisquero, todo ello orientado a la repoblación de bancos naturales de esas especies marinas.
Años más tarde, en 1995, se le asigna al Centro de Experimentación Pesquera el nivel orgánico de Sección, dependiente en la actualidad del Servicio de Ordenación Pesquera de la Dirección General de Pesca Marítima (Consejería de Medio Rural y Política Agraria).

## Ubicación
La sede principal del Centro de Experimentación Pesquera (CEP) está localizada en la zona norte de España, en la comunidad autónoma del Principado de Asturias, en Gijón, en la Avenida Príncipe de Asturias, 74, junto a la playa de "El Arbeyal". Se puede acceder por la carretera del puerto de "El Musel". 
Las instalaciones del CEP en Gijón se ubican en la planta baja y primera del edificio del Centro Integrado de Formación Profesional del Mar, ubicado en la zona trasera de la Casa del Mar.
El CEP también cuenta con una segunda sede en Castropol, en el occidente de Asturias, que se utiliza como centro de Acuicultura (43°31′34″N 7°01′57″O / 43.5261392, -7.0325219), en dónde existe un criadero de moluscos, equinodermos y otras especies marinas. También cuenta con un laboratorio, y un centro de expedición y depuradora de moluscos.
El edificio principal del CEP de Castropol se ubica al final del muelle, disponiendo además de otros edificios anexos.

## Estructura
El Centro de Experimentación Pesquera se estructura en tres departamentos y un Museo:
- Departamentos 
  - Departamento de pesca en aguas interiores
  - Departamento de marisqueo y algas
  - Departamento de Acuicultura
    - Acuicultura de Gijón
    - Acuicultura de Castropol
- Museo

## Funciones
El Centro de Experimentación Pesquera se encarga del asesoramiento técnico a la Dirección General de Pesca Marítima en cuestiones relativas a la biología de las especies marinas y su explotación y en investigación y experimentación pesquera. Entre sus funciones destacan las siguientes:
- Sobre la gestión de los recursos marinos
  - Seguimiento de planes de explotación y gestión de las siguientes pesquerías: percebe, angula, pulpo y algas (especie Gelidium sesquipedale, en asturiano: Ocle)
  - Para las especies cuya gestión es competencia del Principado de Asturias: control del esfuerzo pesquero en las principales campañas de pesca y marisqueo, establecimiento de limitaciones de pesca y zonas de veda, y seguimiento de ventas en lonja.
  - Gestión del cuadro de mando para el censo de buques pesqueros y las notas de ventas de capturas.
  - Coordinación de la Red de Seguimiento de Poblaciones de Especies Intermareales.
  - Estudios de caladeros de pesca y zonas de marisqueo mediante dispositivos de geolocalización.
  - Estudio y valoración de la pesca marítima recreativa en el Principado de Asturias.
  - Mantenimiento, desarrollo y explotación del Sistema de Información Geográfica (SIG) del litoral y medio marino del Principado de Asturias.[4]
  - Seguimiento de poblaciones de erizo de mar y algas del género Laminaria, y de la extracción de ortiguilla.
  - Realización de campañas de pesca experimental, de obtención de datos medioambientales marinos o avistamiento de cetáceos a bordo de la embarcación “Nueva Asturias”.
- Sobre los cultivos marinos y zonas de producción:
  - Control de las Zonas de Producción de moluscos y equinodermos:
    - Determinación de parámetros físico-químicos.
    - Control de microbiología: recogida de muestras y análisis en los laboratorios del CEP de Gijón y de Castropol.
    - Control de metales pesados, hidrocarburos aromáticos policíclicos y sustancias órgano-halogenadas: recogida de muestras y envío para su análisis.
    - Control de microalgas productoras de toxinas y biotoxinas en carne de moluscos: recogida de muestras y envío para su análisis.

  - Muestreos y estudios de bancos naturales de diferentes especies marinas.
  - Gestión y control sanitario del centro de expedición y la depuradora de moluscos.
  - Participación y desarrollo de proyectos de I+D sobre cultivo de especies marinas de interés pesquero.
  - Gestión del criadero experimental de acuicultura.
  - Asesoramiento al sector pesquero y empresas de acuicultura.

## Museo
En el Centro de Experimentación Pesquera existe desde el año 1985 un área de trabajo dedicada a la divulgación, creación y mantenimiento de un museo de pesca y biología marina. El museo comenzó siendo un museo-acuario en el que se pretendía mostrar las actividades y resultados de proyectos del CEP y la Dirección General de Pesca Marítima del Principado de Asturias. En la actualidad, no  dispone de acuarios, ya que el museo ha girado hacia un desarrollo más autónomo, que aunque sigue nutriéndose de las actividades y resultados de los proyectos mencionados, progresivamente va ampliando su contenido con diverso material relacionado con la pesca y el mundo marino de Asturias, siempre desde un enfoque principalmente divulgativo.
El museo alberga secciones especializadas en crustáceos, peces, cefalópodos, malacología y vertebrados (destacando la colección de osteología, los moldes de cetáceos y los calamares gigantes, y algunos peces singulares como el tarpón, el ceratias y el esturión), así como una sección sobre artes de pesca y buques de pesca utilizados en la comunidad autónoma del Principado de Asturias. Completan la exposición otras colecciones, como la de conservas y la de arenas.
- Áreas del Museo:
  - Área de Pesca
  - Área de Moluscos
  - Área de Crustáceos
  - Área de Vertebrados Marinos

## Proyectos
El CEP ha participado en los planes nacionales de cultivos desde 1990 hasta 2013, en Proyectos del Plan Estratégico Plurianual de la Acuicultura Española 2014-2020 (PEAE), y actualmente en Proyectos de la Contribución de España a las Directrices Estratégicas para una acuicultura de la UE más sostenible y competitiva 2021-2030:
- Estudio de diversificación de especies para el Cantábrico.
- Optimización y estandarización de protocolos de cultivo de las distintas especies de interés pesquero, como macroalgas, peces, moluscos, equinodermos y cefalópodos.
- Evaluación de la repoblación de bancos naturales mediante técnicas de acuicultura.

El Centro de Experimentación Pesquera participa con otras Administraciones y Organismos Científicos en proyectos de investigación:
Proyectos finalizados
- Proyecto SUDOANG[6] Elaborado bajo el eje prioritario “Proteger el medio ambiente y promover la eficacia de recursos” del programa Interreg SUDOE.[7]
- Proyecto PRESPO[8] Garantías para la sostenibilidad de la actividad pesquera a largo-plazo, teniendo en cuenta aspectos medioambientales, económicos y sociales (2008-1/038, Desarrollo Sostenible de las Pesquerías Artesanales del Arco Atlántico).
- Proyecto DOSMARES[9] Proyecto de oceanografía profunda en los cañones de Blanes y Avilés (CTM2010-21810-C03-02, Ministerio de Ciencia e Innovación, Spain) (Universidad de Oviedo).
- Proyecto FRENTES [10] Frentes de retención larvaria en la costa de Cudillero (FICYT, Principado de Asturias, IB08-122, FICYT) (Universidad de Oviedo).
- Proyecto COSTAS[11] Sostenibilidad de la pesquería del percebe en Asturias: tendencias, determinantes y lecciones (Ministerio de Educación y Ciencia, CTM2006-05588/MAR) (Universidad de Oviedo).
- Proyecto ECOSiFOOD[12] Aplicación de herramientas de gestión, científicas y educativas para la sostenibilidad de las pesquerías tradicionales en el Principado de Asturias: 2020-2023.
- Proyecto CABFishMAN[13] Conservación de la biodiversidad atlántica apoyada por la cogestión de las pesquerías de pequeña escala. Proyecto europeo Interreg-Espacio Atlántico: 2019-2022.

Proyectos en curso
- Programa de seguimiento de praderas marinas en el Atlántico y Cantábrico español (IEO).

## Publicaciones
La actividad investigadora y divulgadora del Centro de Experimentación Pesquera se ha plasmado en la publicación de múltiples obras:
Cuadernos del CRINAS
Cuadernos del CRINAS es una serie de monografías creadas con el propósito de generar una conciencia política y popular sobre la necesidad de la ciencia, como base y fundamento de muchos aspectos del Principado de Asturias.
1. Cuaderno nº 1: Contribución al estudio de la Playa de San Lorenzo[14]
2. Cuaderno nº 2: Los carbonatos biogénicos de los sedimentos de las playas arenosas de Asturias y Cantabria: Su origen y significado dinámico. Primera parte (a)[15]
3. Cuaderno nº 3: Moluscos opistobranquios recolectados durante el Plan de Bentos Circuncanario. Doridacea: Primera parte (1)[16]
4. Cuaderno nº 4: Moluscos marinos de los Pueblos Hispanos[17]
5. Cuaderno nº 5: Aportaciones para el conocimiento de la dinámica y sedimentación de la ría del Eo (Asturias-Galicia, NW de España)[18]
6. Cuaderno nº 6: Varios artículos[19]

Fauna Marina de Asturias
Fauna Marina de Asturias es una serie de monografías de abiertas a profesionales de la Zoología Marina en donde se publican catálogos ilustrados de la fauna en que son especialistas, siempre que dicha fauna viva en el Principado de Asturias y se deposite en las dependencias del CRINAS una colección testigo del material en el que basan la publicación.
1. Fauna Marina de Asturias nº 1. Moluscos. 1. Archaeogastropoda (Prosobranchia)[20]

Recursos Pesqueros de Asturias
Recursos Pesqueros de Asturias es una serie de monografías de Ictiología y Pesca, numeradas consecutivamente, que aparece en intervalos irregulares, publicándose al menos, un número anual.
1. Recursos Pesqueros de Asturias nº 1: Barcos que superan las 10 T.R.B.[21]
2. Recursos Pesqueros de Asturias nº 2: Artes y caladeros[22]
3. Recursos Pesqueros de Asturias nº 3: Biología, dinámica y pesca de la merluza en Asturias[23]
4. Recursos Pesqueros de Asturias nº 4: Aportación al estudio del besugo en el Principado de Asturias[24]
5. Recursos Pesqueros de Asturias nº 5: Cartografía de los campos de ocle (Gelidium sesquipedale) en el Principado de Asturias[25]
6. Recursos Pesqueros de Asturias nº 6: Prospecciones pesqueras en aguas profundas (Sector VIIIc - ICES)[26]

## Artículos científicos
Acuicultura
- Pilot study to monitor the sea urchin (Paracentrotus lividus) stock enhancement in Asturias (northern Spain)[27]
- Genetic monitoring of the declining European stony sea urchin Paracentrotus lividus from the central Bay of Biscay (Asturias, northwest Spain) and attempts to restore its wild populations[28]
- Temporal variability of spawning in the sea urchin Paracentrotus lividus from northern Spain[29]
- The effect of season on larval and post-larval development of sea urchin Paracentrotus lividus[30]
- Translocation and restocking as complementary tools in the recovery of sea urchin aggregations[31]
- Estrategia para la sostenibilidad del cultivo de ostra en el Principado de Asturias: Rendimiento de la semilla desde la cesión a los ostricultores hasta su comercialización[32]
- Subadult octopus Octopus vulgaris (Cuvier, 1797), fattening with an artificial and mixed natural diet[33]
- Growth and biochemical composition of octopus fattened whit different natural and artificial diets[34]
- Ruditapes decussatus larval development in flat base and conical base stocking tanks[35]
- Microsatellites and multiplex PCRs for assessing aquaculture practices of the grooved carpet shell Ruditapes decussatus in Spain[36]
- Producción de ostra japonesa (Crassostrea gigas). Primeras experiencias en el Principado de Asturias[37]
- Situación de los bancos de erizo en el litoral asturiano y herramientas de manejo: restocking[38]
- Metamorphosis, growth and survival of early juveniles of Paracentrotus lividus (Echinodermata: Echinoidea): Effects of larval diet and settlement inducers[39]
- Inductores de asentamiento del erizo de mar Paracentrotus lividus y efecto de la alimentación larvaria[40]
- Experiencias de engorde de Haliotis tuberculata coccínea (Reeve, 1846) con dos piensos semihúmedos a base de lechuga de mar Ulva sp. y mejillón Mytilus edulis[41]
- Crecimiento somático del erizo de mar Paracentrotus lividus alimentado con dos piensos semihúmedos frente a una dieta macroalgal[42]
- Ciclo gametogénico de Haliotis tuberculata (Linnaeus, 1758) en dos poblaciones naturales del Principado de Asturias[43]
- Cultivo y gestión del erizo de mar (Paracentrotus lividus Lamarck, 1816)[44]
- Common octopus (Octopus vulgaris Cuvier, 1797) juvenile ongrowing in floating cages[45]
- Preferent patterns of distribution of Solen marginatus (Mollusca:Bivalvia) in the Eo estuary natural beds (Asturias, Spain)[46]
- Paralarval rearing of the octopus, Octopus vulgaris (Cuvier)[47]
- Comparación del ciclo reproductor de Solen marginatus (Pulteney, 1799) (Mollusca: Bivalvia) en las rías del Eo y Villaviciosa (Asturias, noroeste de España): relación con las variables ambientales[48]
- Cultivo intensivo de paralarvas de pulpo (Octopus vulgaris, Cuvier) utilizando como base de la alimentación zoeas vivas de crustáceos[49]
- An experimental culture of wild Atlantic salmon, Salmo salar L., with the purpose of restocking in Asturias (northern Spain)[50]
- Cultivo de juveniles de bogavante europeo Homarus gammarus (Linnaeus, 1758): Datos sobre su crecimiento y supervivencia[51]

Cetáceos
- The prelude to industrial whaling: identifying the targets of ancient European whaling using zooarchaeology and collagen mass-peptide fingerprinting[52]
- Hypertrophic osteopathy in a common dolphin (Delphinus delphis) with concurrent pulmonary Halocercus delphini infestation[53]
- Mamíferos marinos de la Costa Asturiana. Registro de varamientos entre los años 2016 y 2020[54]
- Which are the main threats affecting the marine megafauna in the Bay of Biscay?[55]
- First record of Clymene dolphin (Stenella clymene Gray, 1846) in European waters. Primera cita de delfín de Clímene (Stenella clymene Gray, 1846) en aguas europeas[56]
- Forgotten Mediterranean calving grounds of grey and North Atlantic right whales: evidence from Roman archaeological records[57]
- Determinación de la escápula de ballena encontrada en La Campa Torres. En: El castro de la Campa Torres, periodo prerromano[58]
- Injure to an atlantic white-sided dolphin (Lagenorhynchus acutus) caused by needlefish impalement[59]

Pesca
- La pesca del pulpo con nasas en el occidente de Asturias: un ejemplo de gestión sostenible con base científica[60]

- Octopus vulgaris (Mollusca: Cephalopoda) fishery management assessment in Asturias (north-west Spain)[61]
- Genetic structure of Octopus vulgaris around the Iberian Peninsula and Canary Islands as indicated by microsatellite DNA variation[62]
- Relevance of socioeconomic information for the sustainable management of artisanal fisheries in South Europe. A characterization study of the Asturian artisanal fleet (northern Spain)[63]
- A novel and simple approach to define artisanal fisheries in Europe[64]
- Estimación del área húmeda, actual y potencial, disponible para la anguila europea (Anguilla anguilla) usando técnicas GIS[65]
- Identification and Characterization of Métiers in Multi-Species Artisanal Fisheries. A Case Study in Northwest Spain[66]
- On the way for detecting and quantifying elusive species in the sea: The Octopus vulgaris case study[67]
- Catch composition, selectivity and discards associated with an artisanal gillnet métier for red mullet (Mullus surmuletus) in Asturias (NW Spain)[68]
- New eDNA based tool applied to the specific detection and monitoring of the endangered European eel[69]
- Comparing the contribution of commercial and recreational marine fishing to regional economies in Europe. An Input-Output approach applied to Asturias (Northwest Spain)[70]
- Estimation of the spawning stock and recruitment relationship of Octopus vulgaris in Asturias (Bay of Biscay) with generalized depletion models: implications for the applicability of MSY[71]
- Microplastics across biomes in diadromous species. Insights from the critically endangered Anguilla anguilla[72]

Algas
- Pasado, presente y futuro de la explotación del ocle en Asturias[73]
- Analysis of the red seaweed Gelidium corneum harvest in the Cantabrian Sea and its influence on resource sustainability[74]

Marisqueo
- Reproductive biology of spider crab females (Maja brachidactyla) off the coast of Asturias (north-west Spain)[75]
- Parámetros biológicos del centollo, Maja brachydactyla (BRACHYURA : MAJIDAE), procedente de capturas comerciales en la zona central de Asturias (España) y su aplicación a la gestión pesquera[76]
- Phylogeography of the European stalked barnacle (Pollicipes pollicipes): identification of glacial refugia[77]
- Role of Upwelling on Larval Dispersal and Productivity of Gooseneck Barnacle Populations in the Cantabrian Sea: Management Implications[78]
- Co-management in Europe: Insights from the gooseneck barnacle fishery in Asturias, Spain[79]
- Assessing the sustainablility and adaptive capacity of the gooseneck barnacle co-management system in Asturias, N. Spain[80]
- Incorporating landscape metrics into invertebrate fisheries management: case study of the gooseneck barnacle in Asturias (N. Spain)[81]
- High densities of stalked barnacle larvae (Pollicipes pollicipes) inside a river plume[82]
- Trends, drivers, and lessons from a long-term data series of the Asturian (northern Spain) gooseneck barnacle territorial use rights system[83]
- Social attributes can drive or deter the sustainability of bottom-up management systems[84]
- Chaotic genetic patchiness in the highly valued atlantic stalked barnacle Pollicipes pollicipes from the Iberian Peninsula: Implications for fisheries management[85]
- Genetic monitoring on the world’s first MSC eco-labeled common octopus (O. vulgaris) fishery in western Asturias, Spain[86]

Otras especies
- First records of the subtropical fish Megalops atlanticus (Osteichthyes: Megalopidae) in the Cantabrian Sea, northern Spain[87]
- First record of a specimen of Lepidion guentheri (Giglioli, 1880) (Gadiformes: Moridae) with melanistic coloration[88]
- A new record of Callinectes sapidus Rathbun, 1896 (Crustacea: Decapoda: Brachyura) from the Cantabrian Sea, Bay of Biscay, Spain[89]
- Effect of nearshore surface slicks on meroplankton distribution: role of larval behavior[90]
- Small-scale effects of a river plume front on the distribution of salps and doliolids[91]
- Atmospheric Dispersal of Bioactive Streptomyces albidoflavus Strains Among Terrestrial and Marine Environments[92]

## Colaboraciones
El CEP participa como colaborador habitual con múltiples organismos y entes relativos a actividades y estudios técnicos sobre los recursos marinos y sus ecosistemas:
- Realización de informes para la Dirección General de Pesca Marítima relativos a la influencia que tienen diversas actividades y proyectos (dragados, emisarios submarinos, obras en puertos, proyectos de instalación de estructuras en el medio marino, etc.) sobre los recursos marinos y sus ecosistemas.
- Participación y coordinación de la Red entre el sector pesquero y los organismos científicos del Principado de Asturias (REDEPESCA).[1]
- Realización de informes sobre la viabilidad técnica de proyectos de acuicultura marina.
- Participación en reuniones de trabajo con el sector pesquero.
- Participación en reuniones de grupos de trabajo y comisiones de pesca marítima y acuicultura.
- Colaboración en campañas oceanográficas frente a la costa asturiana.
- Participación en la Red de Varamientos de Asturias.